# Верхня Гвінея
Верхня Гвінея — природна область Африки, що примикає до Атлантичного океану та Гвінейської затоки між мисом Кабу-Рошу на заході та вершиною затоки Біафра на сході.

## Опис
Уздовж узбережжя є низовинною рівниною шириною 50 — 200 км. Над нею височать гірські масиви та плато Північно-Гвінейської височини (найвища — гора Бінтімані (1945 м). Північні схили височини полого знижуються до рівнин Західного Судану.
Є багато річок (найбільші: Нігер і Вольта). Вологі тропічні ліси та листопадні ліси прибережної рівнини значною мірою розріджені, на заболочених узбережжях й уздовж лагун є мангрові ліси та чагарники. На Північно-Гвінейській височині переважають високотравні савани, у долинах річок — галерейні ліси.
У межах Верхньої Гвінеї цілком або частково розташовані Гвінея-Бісау, Гвінея, Сьєрра-Леоне, Ліберія, Кот-д'Івуар, Гана, Того, Бенін і Нігерія.